# Vliegvelden gesorteerd naar IATA-code V
Dit is een lijst van vliegvelden gesorteerd op IATA-code met de beginletter V.
| IATA | ICAO | Luchthaven               | Stad        | Land                |
| ---- | ---- | ------------------------ | ----------- | ------------------- |
| VAA  | EFVA | Vaasa                    | Vaasa       | Finland             |
| VAN  | LTCI | Ferit Melen              | Van         | Turkije             |
| VAR  | LBWN | Varna                    | Varna       | Bulgarije           |
| VBS  | LIPO | Brescia/Montichiari      | Verona      | Italië              |
| VBY  | ESSV | Visby                    | Visby       | Zweden              |
| VCE  | LIPZ | Marco Polo               | Venetië     | Italië              |
| VCL  |      | Chu Lai                  | Quang Nam   | Vietnam             |
| VCP  | SBKP | Viracopos Intl           | Campinas    | Brazilië            |
| VDA  | LLOV | Ovda                     | Eilat       | Israël              |
| VGO  | LEVX | Vigo                     | Vigo        | Spanje              |
| VIE  | LOWW | Schwechat Intl           | Wenen       | Oostenrijk          |
| VIT  | LEVT | Vitoria Airport          | Vitoria     | Spanje              |
| VKO  | UUWW | Vnoekovo                 | Moskou      | Rusland             |
| VLC  | LEVC | Valencia Airport         | Valencia    | Spanje              |
| VLI  | NVVV | Bauerfield               | Port Vila   | Vanuatu             |
| VLL  | LEVD | Valladolid Airport       | Valladolid  | Spanje              |
| VLN  | SVVA | Arturo Michelena Intl    | Valencia    | Venezuela           |
| VLY  | EGOV | Valley                   | Anglesey    | Verenigd Koninkrijk |
| VNO  | EYVI | Vilnius                  | Vilnius     | Litouwen            |
| VOG  | URWW | Gumrak                   | Volgograd   | Rusland             |
| VOL  | LGBL | Nea Anchialos            | Volos       | Griekenland         |
| VRA  | MUVR | Juan G. Gomez Intl       | Varadero    | Cuba                |
| VRN  | LIPX | Villafranca              | Verona      | Italië              |
| VST  | ESOW | Vasteras                 | Västerås    | Zweden              |
| VTB  | UMII | Vitebsk                  | Vitebsk     | Wit-Rusland         |
| VTE  | VLVT | Wattay Intl              | Vientiane   | Laos                |
| VVI  | SLVR | Viru Viru Intl           | Santa Cruz  | Bolivia             |
| VVO  | UHWW | Vladivostok              | Vladivostok | Rusland             |
| VXE  | GVSV | Luchthaven Cesária Évora | Sao Vicente | Kaapverdië          |
| VXO  | ESMX | Smaland                  | Växjö       | Zweden              |

A · B · C · D · E · F · G · H · I · J · K · L · M · N · O · P · Q · R · S · T · U · V · W · X · Y · Z · (alles)